# Henry Wilson (Politiker, 1812)

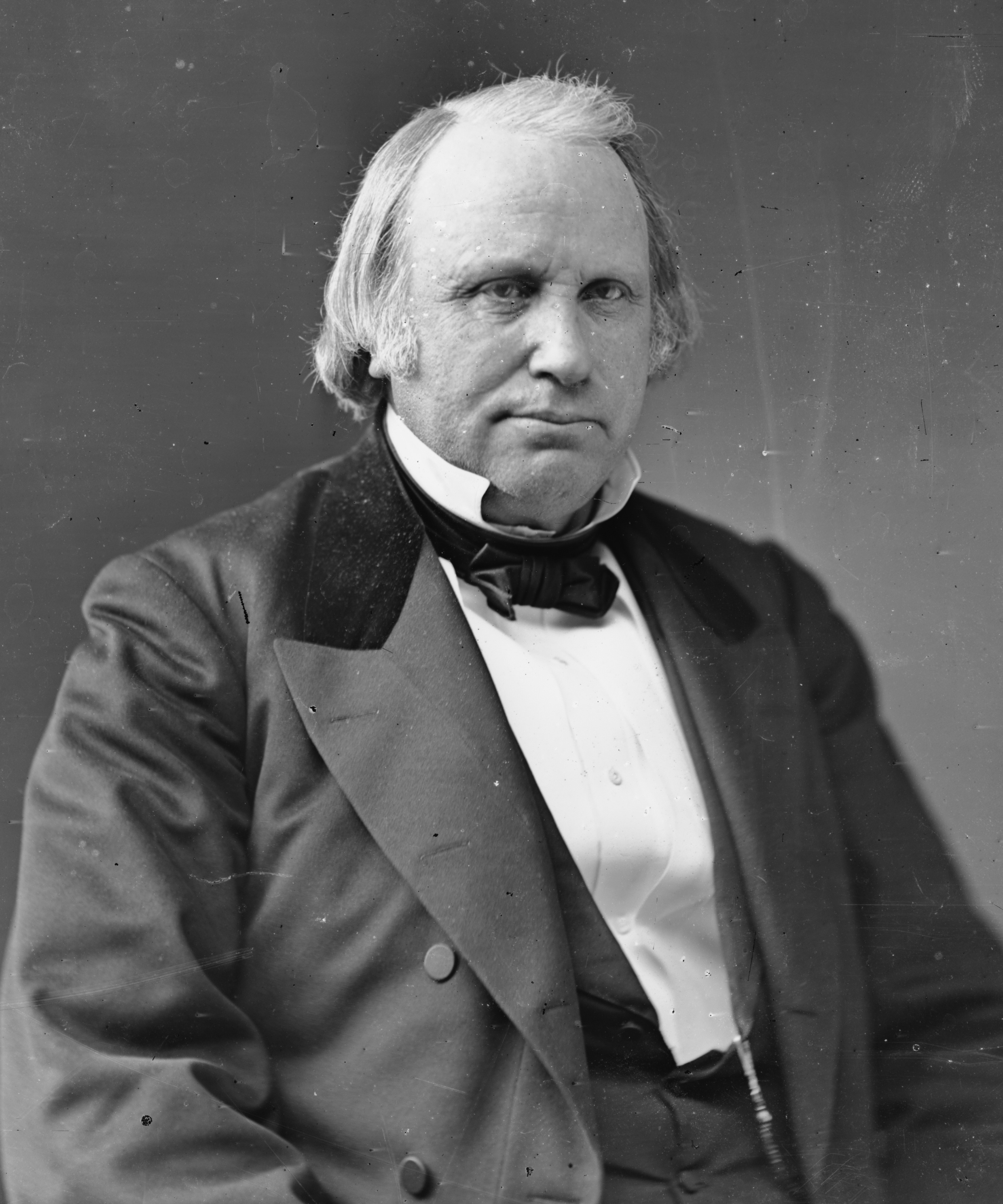
Henry Wilson

Henry Wilson (* 16. Februar 1812 in Farmington, Strafford County, New Hampshire als Jeremiah Jones Colbath; † 22. November 1875 in Washington, D.C.) war ein US-amerikanischer Politiker und von 1873 bis zu seinem Tode Vizepräsident der Vereinigten Staaten. Zuvor vertrat er seit 1855 den Bundesstaat Massachusetts im US-Senat.

## Leben

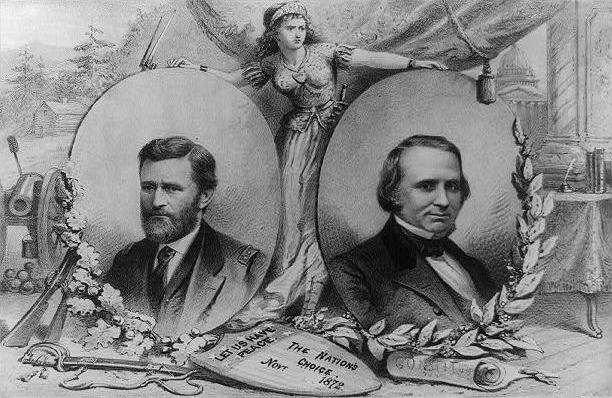
Wahlplakat der Republikaner von 1872 mit Grant und Wilson

Henry Wilson wurde als Jeremiah Jones Colbath in New Hampshire geboren und wurde von seinem Vater, als er zehn Jahre alt war, wegen Armut an den Farmer Henry Wilson zur Adoption abgegeben. Er ließ seinen Namen 1833 in Henry Wilson umändern.
Wilson zog 1833 nach Natick in Massachusetts, erlernte das Schuhmacherhandwerk und betrieb neben dem Handwerk politische und nationalökonomische Studien. 1840 trat er als Anhänger der Whigs öffentlich als Redner auf und war zwischen 1841 und 1852 Abgeordneter in beiden Kammern des Massachusetts General Court, wobei er 1848 die Free Soil Party mit gründete. 1848 bis 1851 betrieb er nebenbei als Redakteur seine eigenen Zeitung Boston Republican. 1855 trat er zur Know-Nothing Party über und wurde von einer Koalition dieser Partei mit der Free Soil Party und Gegnern der Sklaverei in der Demokratischen Partei als Senator von Massachusetts in den Kongress gewählt. Später schloss er sich den Republikanern an. Er war bis zum 3. März 1873 Senator, während dieser Zeit war er unter anderem Vorsitzender des Militärausschusses.
Im Amerikanischen Bürgerkrieg diente er 1861 kurze Zeit als Stabsoffizier unter General George McClellan. Im Jahr 1872 wurde Wilson als Running Mate von Präsidentschaftskandidat Ulysses S. Grant aufgestellt, nachdem Amtsinhaber Schuyler Colfax wegen einer Reihe von Skandalen nicht wieder nominiert wurde. Nach dem Wahlsieg von Grant wurde Wilson am 4. März 1873 als neuer Vizepräsident vereidigt. Nach seinem Amtsantritt übte er jedoch, für die damalige Zeit nicht unüblich, keinen nennenswerten Einfluss auf die Regierungspolitik aus. Er starb nach einem Schlaganfall am 22. November 1875 im Kapitol in Washington vor dem Ablauf seiner Amtszeit. Das Amt des Vizepräsidenten blieb bis 1877 vakant, da es gemäß der damaligen Rechtslage nur mittels Volkswahl im Turnus von vier Jahren besetzt werden konnte.

## Werke
- History of antislavery measures (1864)
- History of the rise and fall of the slave-power in America. 3 Bde., unvollendet (1872–1876)